# علی‌جان
علی جان (به انگلیسی: Ali Jaan) یک منطقهٔ مسکونی در استان بلوچستان، در پاکستان است.